# Městský hřbitov v Lounech
Městský hřbitov v Lounech je hlavní městský hřbitov v Lounech. Nachází se na jižním okraji centra města, v ulici Rakovnická.

## Historie

### Vznik
Hřbitov byl vystavěn roku 1888 na velkém pozemku na okraji Loun při silnici na Cítoliby a Rakovník jako nový městský hřbitov náhradou za původní, a v té době již kapacitně nedostačující, pohřebiště u kostela Matky Boží a u kostela Čtrnácti svatých pomocníků. Vstup tvoří neoklasicistní brána, zbudována byla také márnice. Areál plynule navázal na pozemek městského židovského hřbitova zřízeného vedle nedaleké lounské synagogy roku 1874.
Podél zdí areálu je umístěna řada hrobek významných obyvatel města. Pohřbeni jsou na hřbitově i vojáci a legionáři bojující v první a druhé světové válce.

### Po roce 1945
S odchodem téměř veškerého německého obyvatelstva města v rámci odsunu Sudetských Němců z Československa ve druhé polovině 40. let 20. století zůstala řada hrobů německých rodin opuštěna a bez údržby. V pozdějších letech byl hřbitov nadále rozšiřován.
V Lounech se nenachází krematorium, ostatky zemřelých jsou zpopelňovány povětšinou v krematoriu v Mostě a v Hrušovanech u Chomutova.

## Osobnosti pohřbené na tomto hřbitově
- JUDr. Jan Veltrubský z Veltrub (1839–1911) – právník a starosta města
- Florian Schmied (1858–1925) – továrník
- Emanuel Purkyně (1895) (1895–1929) – český biolog, paleontolog a hygienik
- Petr Pavel Hilbert (1834–1906) – starosta města
- Emil Holárek (1867–1919) – malíř a grafik
- Zdeněk Sýkora (1920–2011) – český malíř